# يوجينة باسقة
{{صندوق معلومات كائن
| الاسم =  يوجينة باسقة
| حالة الحفظ =  لا
| الصورة = 
| عرض الصورة = 
| التعليق = 
| النطاق =  حقيقيات النوى
| المملكة =  نباتات
| الشعبة =  حقيقيات الأوراق
| الشعيبة =  البذريات
| unranked_superclassis =  كاسيات البذور
| الطائفة =  ثنائيات الفلقة
| unranked_subclassis =  الوردانيات
| unranked_superordo = الورداوايات
| الرتبة =  الآسيات
| الفصيلة =  الآسية
| الأسرة =  الآسياوات
| القبيلة =  الآسياوية
| الجنس =  اليوجينة
| النوع =  يوجينة باسقة
| الاسم العلمي =  Eugenia exaltata
| واضع الاسم =  [[A.Rich.]] ex أوتو كارل بيرغ
| عام وضع الاسم =  1861
| ماهية التقسيم = 
| التقسيم = 
| خريطة الانتشار = 
| عرض خريطة الانتشار = 
| تعليق خريطة الانتشار = 
}}
يوجينة باسقة (الاسم العلمي: Eugenia exaltata) هي نوع من النباتات تتبع جنس اليوجينة من فصيلة الآسية.